# Anne Brontë
Anne Brontë, angleška pisateljica, * 17. januar 1820, Thornton, grofija Yorkshire, Anglija,  †  28. maj 1849, Scarborough, Yorkshire, Anglija.
Brontëjeva je avtorica romanov, katerih je najbolj znan Gospa s pustega brega. Pisala je tudi pod psevdonimom Acton Bell. 

## Dela
- Agnes Grey (1847)
- Gospa s pustega brega (angleško The Tenant of Wildfell Hall) (1848)